# Ulrike Holthöfer
Ulrike Holthöfer (* 1959 in Herzebrock) ist eine deutsche Bildhauerin und Grafikerin.

## Leben und Werk
Holthöfer schloss ihre allgemeine Schulausbildung im Jahr 1978 mit dem Abitur am St.-Pius-Kolleg in Coesfeld ab. Von 1979 bis 1982 besuchte sie die Staatliche Berufsfachschule für Holzbildhauer in Bischofsheim in der Rhön, wo sie einen Gesellenbrief erwarb. Bis 1983 unternahm sie Studienreisen nach Sizilien, Tunesien und Kalabrien. Ab 1983 studierte sie an der Gesamthochschule Kassel bei Harry Kramer Bildhauerei, ehe sie – gefördert durch die Friedrich-Ebert-Stiftung – an die Kunstakademie Düsseldorf wechselte, um bis 1989 die Meisterklasse von Klaus Rinke zu besuchen. Zusammen mit Axel Kufus experimentierte sie in den 1980er Jahren mit Alltagsgegenständen, die sie zu ungewöhnlichen Möbelobjekten zusammenbauten, etwa zum „blauen Sessel“ aus Sperrmüll und Waschanlagenbürstenhaaren oder zum „Kellerfenster-Schrank“. Damit lieferten sie prominente Beiträge zu zeitgenössischen Diskursen über Design, die später als Neues Deutsches Design beschrieben wurden. 
Während eines Postgraduiertenstudiums in den Jahren 1990 bis 1992 am Institut für Neue Medien in Frankfurt am Main bei Peter Weibel stand ihr 1991 dank eines Transferstipendiums ein Gastatelier an der Hochschule für Bildende Künste Dresden zur Verfügung. In dieser Zeit engagierte sie sich in einer Initiative zum Erhalt des Malkasten-Hauses und des Malkastenparks und trat dem Künstlerverein Malkasten bei.
1993 weilte sie mit einem Stipendium des Kulturministeriums Nordrhein-Westfalen im Künstlerdorf Schöppingen. Außerdem reiste sie mit DAAD-Stipendium nach Kap Verde. Gekennzeichnet ist diese Zeit durch ihre künstlerische Hinwendung zu Fragen der Ökologie, Stadt- und Landschaftsgestaltung. Sie realisierte mehrere, teils partizipative Projekte im Außenraum und als Kunst am Bau, u. a.: 
Freistoß - Ein Fußball als Garten, Justizvollzugsanstalt Bochum, seit 2009.
Holthöfer lebt und arbeitet in Meerbusch, im ehemaligen Klärwerk Düsseldorf-Lörick.

## Auszeichnungen
- 1992/1993 Förderpreis für Bildende Kunst der Stadt Düsseldorf
- 1993 Kunstpreis Ökologie der AEG, Sonderpreis[8]